# El asesinato de Mary Phagan
El asesinato de Mary Phagan (título original: The Murder of Mary Phagan) es una miniserie de televisión estadounidense de 1988 dirigida por William Hale y protagonizada por Jack Lemmon. Es un drama que cuenta la historia real sobre el linchamiento de Leo Frank, un hombre acusado por asesinato, en Estados Unidos a principios de los años XX.

## Argumento
La historia real ocurrió en Atlanta en 1913. Leo Frank, gerente de una fábrica en Marietta (Georgia), fue acusado de haber asesinado a Mary Phagan, una empleada de la fábrica de catorce años. Fue condenado a muerte en un juicio cuando menos cuestionable, puesto que la gente siempre influenciaba el juicio en favor de una condena y en el que el tribunal temían que la turba que rodeaba el edificio del tribunal actuara violentamente, si no había un veredicto de culpabilidad. Las apelaciones de Frank no prosperaron, pero el gobernador del estado commutó la pena de muerte por cadena perpetua cuando aparecieron en una investigación abierta por él, razones para dudar que era el asesino y razones para llegar a la conclusión correcta de que el testigo principal del crimen de la acusación era el verdadero asesino.
Aun así la gente no aceptó la decisión del gobernador y hubo grandes disturbios por todo el estado. Un grupo de ellos sacó a Leo Frank por la violencia de la cárcel y lo lincharon. Los autores del crimen nunca fueron juzgados, el gobernador cayó en desgracia por haber intentado hacer lo correcto, el fiscal se volvió gobernador y el verdadero asesino nunca fue juzgado. Solo muchos años más tarde un testigo apareció, que confesó que ese testigo principal de la acusación era el asesino, y que no habló porque le amenazó con matarlo y por temor a la gente, que estaban obsesionados con querer ver a Leo Frank muerto por ser rico y por ser judío, gente que sufría por la crisis económica y que ansíaba por hacer pagar a alguien por ello. A causa de la declaración, Leo Frank fue indultado más tarde, post mortem.

## Reparto
| Actor           | Personaje              |
| --------------- | ---------------------- |
| Jack Lemmon     | Gobernador John Slaton |
| Richard Jordan  | Hugh Dorsey            |
| Robert Prosky   | Tom Watson             |
| Peter Gallagher | Leo Frank              |
| Kathryn Walker  | Sally Slaton           |
| Rebecca Miller  | Lucille Frank          |
| Paul Dooley     | William Burns          |
| Charles Dutton  | Jim Conley             |
| Kevin Spacey    | Wes Brent              |
| Cynthia Nixon   | Doreen                 |

## Premios
- Globos de Oro: 2 candidaturas
- Premios Emmy: 2 candidaturas, con premio en una
- Premios Eddie: un premio
- Premios Artios: una candidatura